# Palais royal d'Amsterdam
Le palais royal d'Amsterdam (Koninklijk Paleis te Amsterdam) est un palais royal qui se trouve à Amsterdam, la capitale des Pays-Bas, sur le Dam, la principale place de la ville. Il est également connu sous le nom de Paleis op de Dam (littéralement « Le palais sur le Dam »)
Il a été construit entre 1648 et 1665 par l'architecte Jacob van Campen afin de servir comme hôtel de ville. Il est utilisé comme palais royal depuis 1808.

## Construction
Différents projets ont été conçus pour remplacer le vieil hôtel de ville gothique d'Amsterdam alors en ruine. C'est le projet de Jacob van Campen conçu à partir de 1639 qui sera retenu. Ce dernier s'est ici inspiré des monuments romains, les maires d'Amsterdam se considérant comme les consuls d'une « nouvelle Rome », il leur fallait un palais alors digne du Capitole. Le bâtiment est alors le plus grand immeuble administratif d'Europe. Durant le siècle d'or, il fut considéré comme le symbole de la gloire et de la puissance d'Amsterdam et des Provinces-Unies. Les Amstellodamois n'hésitèrent pas à l'appeler la « huitième merveille du monde ».
Les traités de Westphalie de 1648, qui mettaient fin à la guerre de Trente Ans, ont permis de financer ce très ambitieux projet, puisqu'il aura coûté 8,5 millions de florins, une somme gigantesque à l'époque.

## Architecture

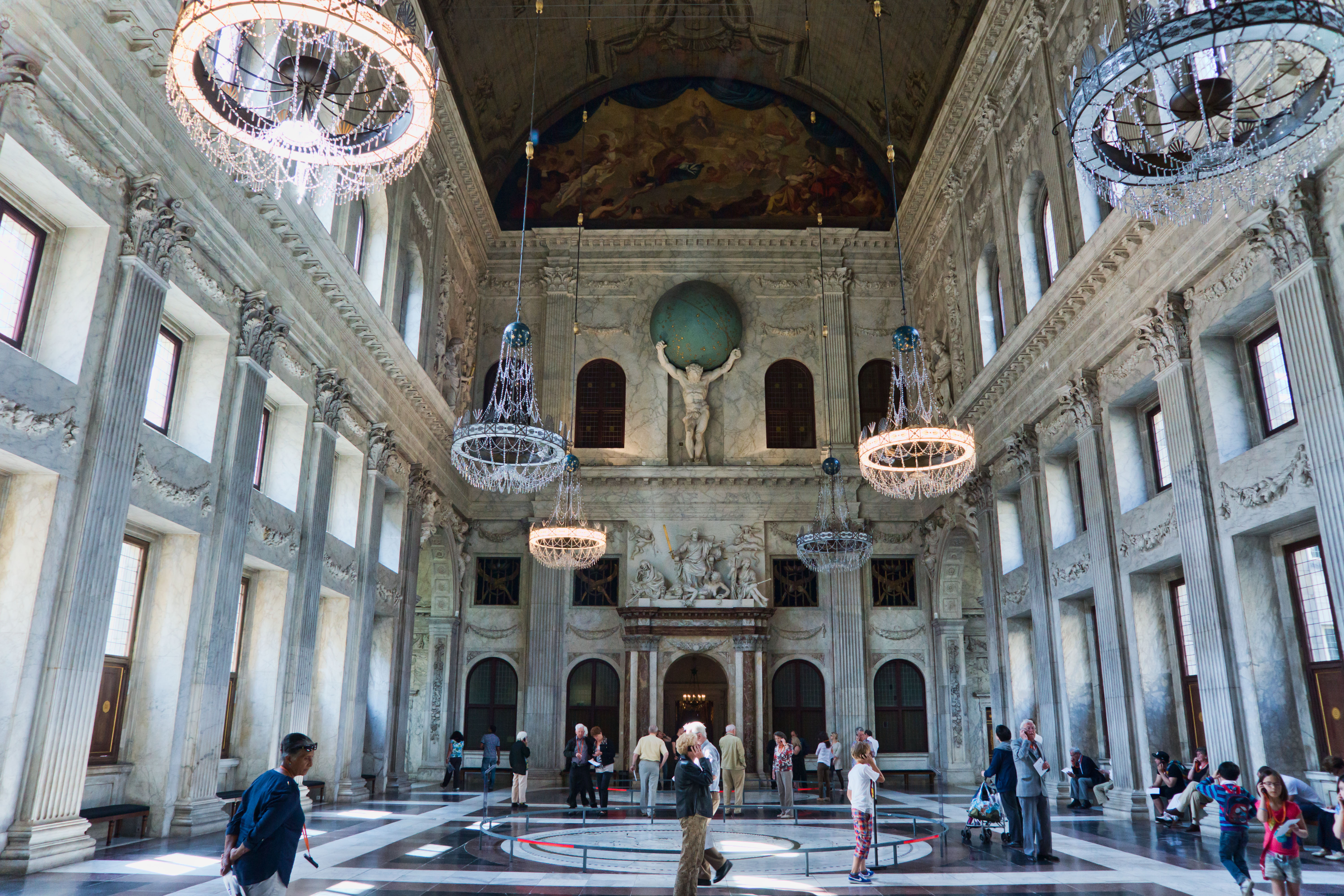
Intérieur de la Burgerzaal.

Le palais est un bâtiment monumental. Sobrement garni et d'une organisation claire, il fait pleinement partie du classicisme hollandais.
Construit dans un grès jaune très léger provenant de Bentheim en Allemagne qui, avec le temps, s'est considérablement assombri, il repose sur 13 659 piles de bois pour le soutenir, un nombre que chaque écolier devait autrefois connaître. Pour l'aménagement intérieur, le grès a été recouvert de marbre.
Au-dessus du fronton central se dresse une coupole, du haut de laquelle on pouvait voir arriver les bateaux dans l'IJ depuis le Zuiderzee. Elle est surmontée d'une girouette ayant la forme d'une cogue, le navire symbole d'Amsterdam. À l'origine, la coupole devait être couronnée par huit images représentant les huit directions du vent. Mais ce projet n'a pas été réalisé.
Au lieu d'une porte d'entrée monumentale, on trouve sept petites portes en arc-de-cercle ayant un seuil faible, afin de montrer que cet hôtel de ville est celui de tous. Les sept portes représentent les sept provinces unies : la Hollande, la Zélande, Utrecht, l'Overijssel, la Gueldre, la Frise et Groningue.
Si la conception revient à Jacob van Campen et la réalisation technique fut réalisée par Daniël Stalpaert. Un conflit entre les deux artistes en 1654 aboutit à l'éviction de Van Campen. Les sculptures ont été réalisées par Artus Quellinus. Le nouvel hôtel de ville a été inauguré le 25 juillet 1655, bien qu'il n'était pas achevé. Joost van den Vondel y a consacré un poème, Inwydinge du Stadthuis.
La pièce principale est la Burgerzaal. Une statue Atlas domine la salle. Sur le sol, trois cartes en marbre, un hémisphère occidental, un hémisphère oriental et une carte des étoiles, représentent la puissance d'Amsterdam : le monde entier, ainsi que le ciel, se trouvent aux pieds des citoyens d'Amsterdam.
L'ancien tribunal, le Vierschaar, est une autre pièce monumentale décorée par des allégories de la justice.

## Le palais
Le Paleis op de Dam est resté l'hôtel de ville d'Amsterdam jusqu'en 1808. À cette date, Louis Bonaparte, roi de Hollande, choisit de s'installer à Amsterdam, après avoir d'abord séjourné à La Haye puis à Utrecht. De grosses modifications ont été faites avant son installation. Les galeries ont été divisées par des cloisons et un balcon a été ajouté sur la façade. Le mobilier est entièrement remplacé par du style Empire. Mais malgré ces gros travaux, le nouveau roi ne se plaît finalement pas à Amsterdam et il transforme celui-ci en musée royal.
Après l'annexion de la Hollande à la France en 1810, le palais devient palais impérial, au même titre que Fontainebleau, Laeken ou le palais du Quirinal. Il sert alors de résidence au gouverneur-général de la Hollande, Charles-François Lebrun. Avec le départ des Français en 1813, le palais redevient l'hôtel de ville d'Amsterdam mais Guillaume Ier des Pays-Bas en fait son palais Amstellodamois dès 1815.
Le paleis op de Dam devient propriété du royaume des Pays-Bas en 1936. Le souverain s'en sert uniquement pour des réceptions officielles dans la ville.

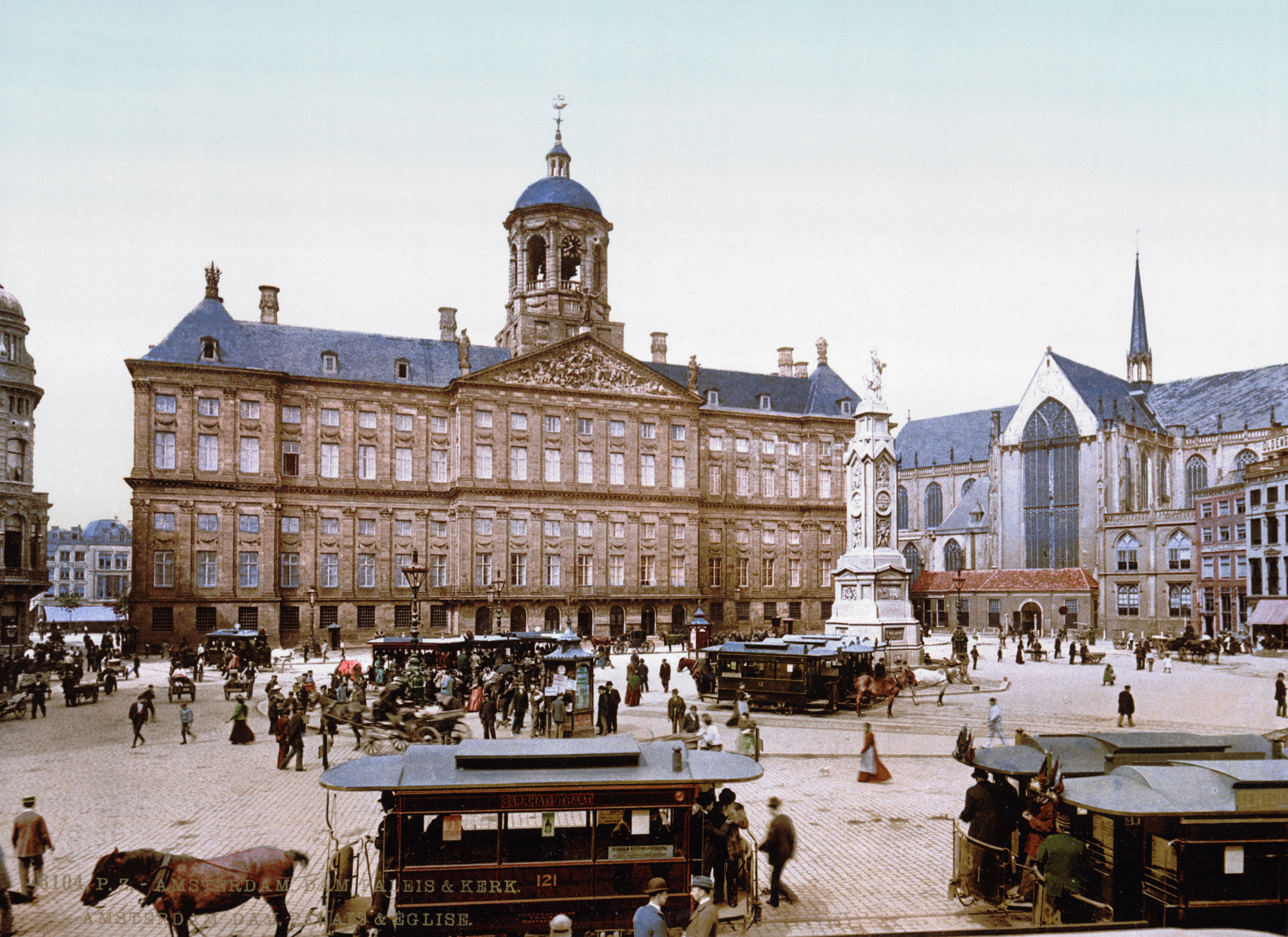
Le palais royal en 1900.
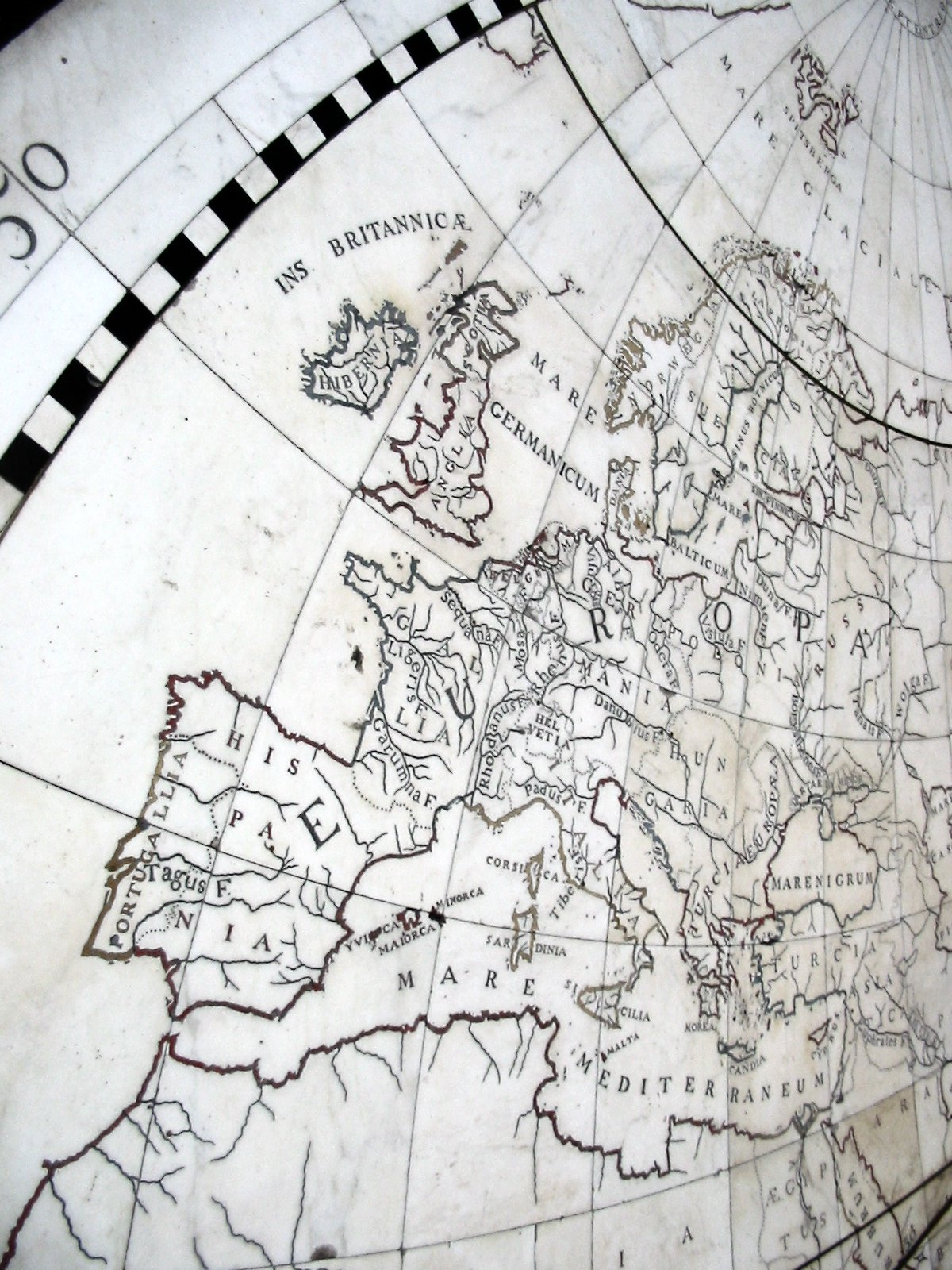
Une partie du sol en marbre de la Burgerzaal.
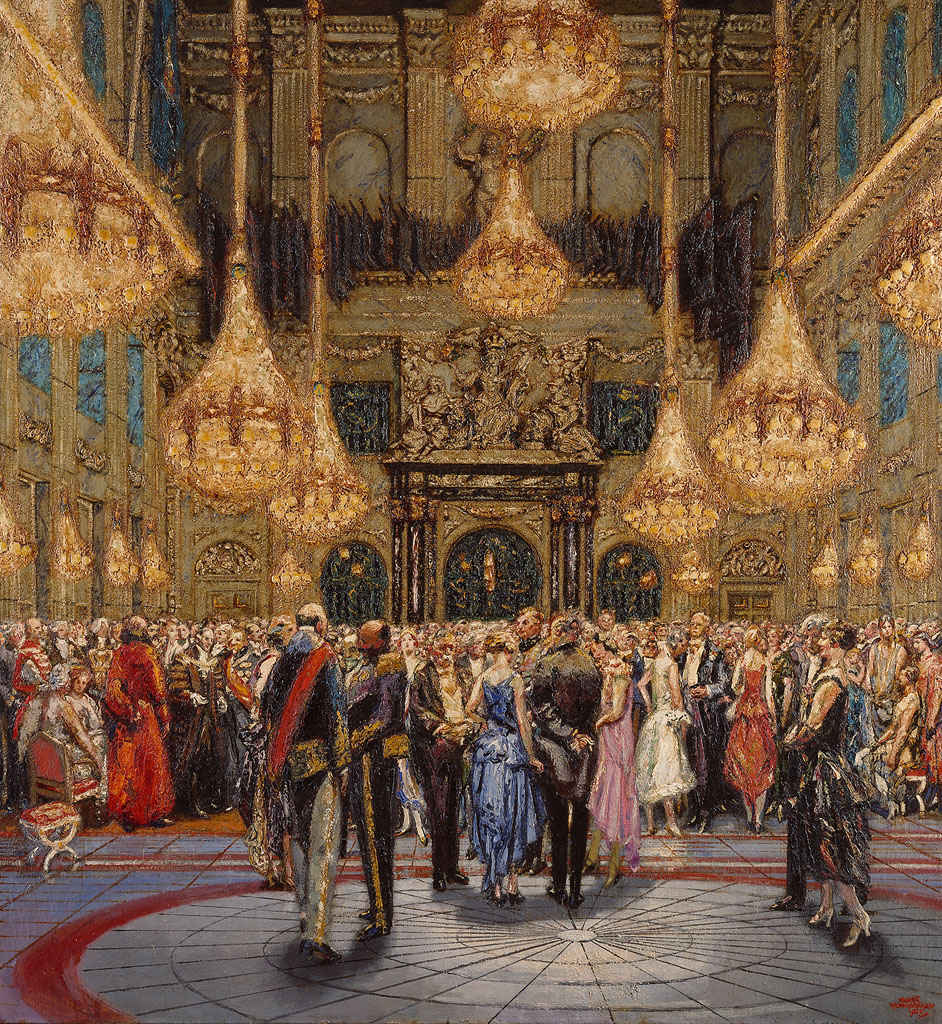
Peinture datant de 1874 par Martin Monnickendam, présentant la réception du Lord Mayor au palais.
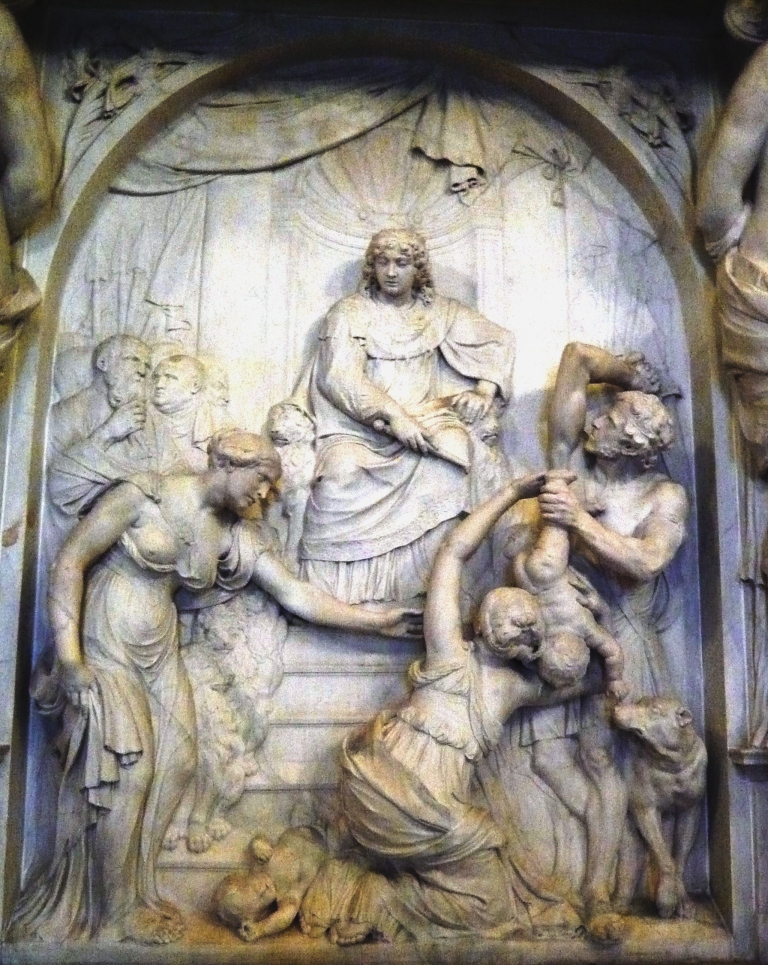
Exemple de sculpture ornant les murs.
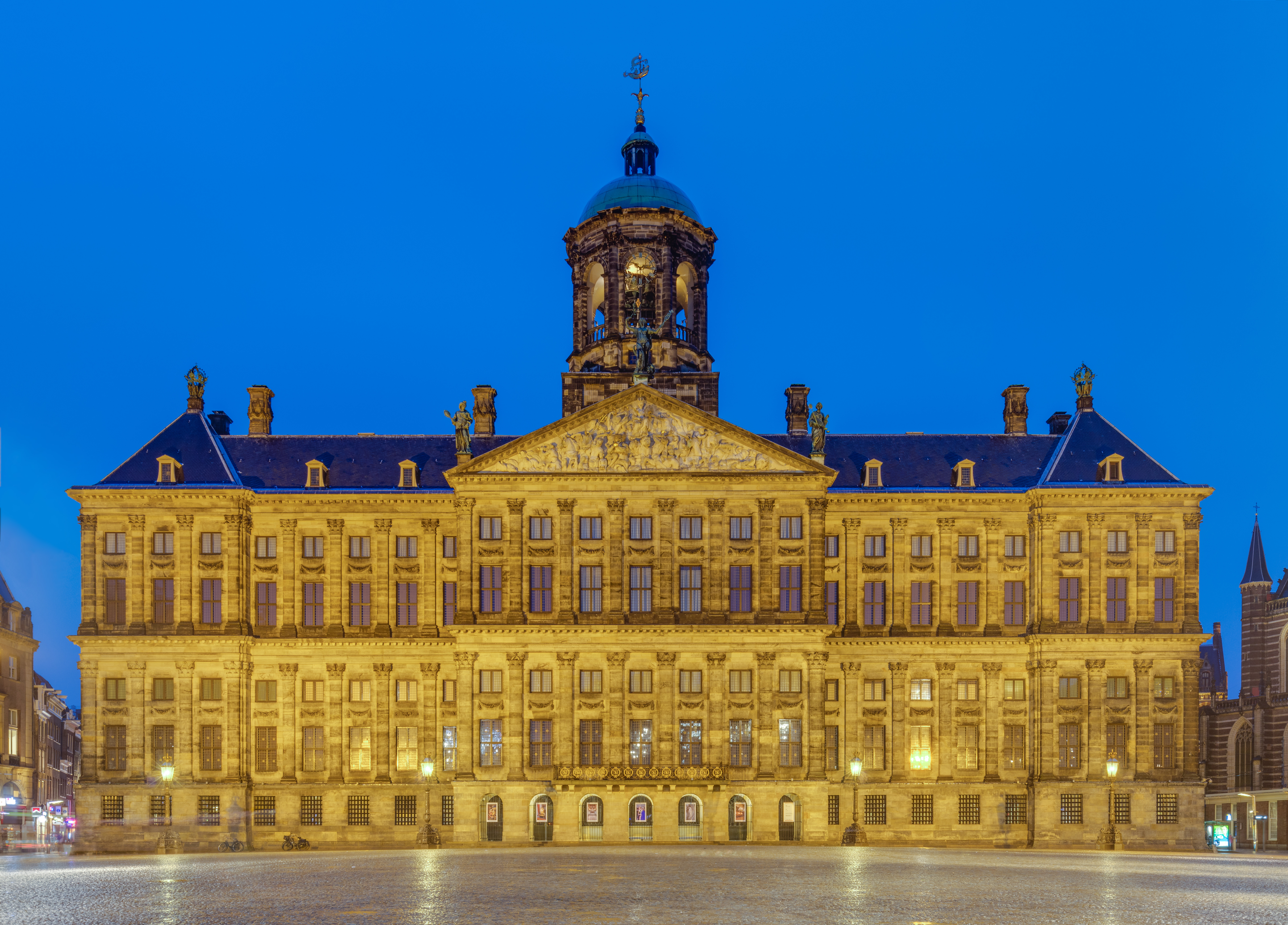
Nocturne, mai 2016.